# Blattivorus lusitanicus
Blattivorus lusitanicus is een keversoort uit de familie waaierkevers (Rhipiphoridae). De wetenschappelijke naam van de soort is voor het eerst geldig gepubliceerd in 1855 door Gerstaecker.